# L'Argent (film 1983)
L'Argent è un film del 1983 diretto da Robert Bresson.
È l'ultimo film di Bresson, ed è ispirato al racconto Denaro falso di Tolstoj. Nello stesso anno ha partecipato al Festival di Cannes vincendo il Grand Prix du cinéma de création.

## Trama
Un ragazzo di famiglia borghese chiede al padre un anticipo della paghetta. Non ottenendola tenta di vendere il suo orologio a un amico, che invece gli regala una banconota da 500 franchi falsa. I due la usano per comprare una cornice di poco prezzo.
Scoperto l'inganno il proprietario del negozio decide di rifilare la banconota falsa a qualcuno, assieme ad altre due che aveva accettato qualche giorno prima. Il malcapitato è Yvon Targe, un operaio che fa un lavoro nel negozio. Non accorgendosi della truffa usa le banconote per pagare il pranzo, e viene denunciato. Si reca con la polizia nel negozio di fotografia, ma il proprietario e il commesso, Lucien, negano di averlo mai visto. Yvon viene redarguito dal giudice. Avendo bisogno di soldi, partecipa come palo a una rapina. Viene arrestato e condannato a tre anni di prigione, e il suo datore di lavoro lo licenzia.
Mentre è in carcere la figlia muore e la moglie lo lascia. Yvon tenta il suicidio, ma fallisce. Intanto Lucien si fa licenziare e svuota la cassaforte del negozio, e compie altri furti. Si fa imprigionare volontariamente per tentare di far evadere Yvon, che non accetta. Uscito di prigione Yvon uccide due albergatori e li deruba. Poi viene ospitato da una famiglia di campagna. Dopo qualche tempo li uccide a colpi di accetta, si reca in città e si consegna alla polizia.

## Critica
Idolatrato da tutti i cineasti della Nouvelle Vague, L'Argent è l'ultimo dei quattro film che il regista ha potuto realizzare in vent'anni insieme a Quattro notti di un sognatore (1971), Lancillotto e Ginevra (1974) e Il diavolo probabilmente. Questa rarefazione tradisce un profondo divorzio con il pubblico, i toni del regista rifiutano lo spettatore al quale è impedita ogni identificazione. L'Argent traccia l'itinerario del Male attraverso connessioni sottolineate dagli strumenti che ne delineano il percorso: banconote, carte magnetiche e altri oggetti in movimento come dotati di vita propria che incatenano gli esseri umani spingendoli all'azione in un senso unico. Da una parte la classe delle persone che ne stanno fuori, come i genitori del ragazzo i quali, proprio loro, mettono indirettamente la banconota falsa in circolazione, ma anche i giudici dei tribunali, i gendarmi o i secondini, dall'altra le vittime del Male, innocenti che diventano a loro volta pazzi omicidi, come Yvon, la cui follia va oltre il denaro e il denaro non diventa che un pretesto. La guerra alla società non ha più oggetto, la strada del Male è di sola andata, la vita diabolica.
Il denaro come male che attraversa la storia è l'incipit della scheda che Tullio Kezich dedica al film citando Petronio Arbitro: «Argentum Sceleratum». «Bresson riprende l tema della maledizione del denaro dal racconto La banconota falsa di Tolstoj e ne fa un apologo cinematografico dei suoi (...) facendo muovere i suoi "modelli" come automi o sonnabuli».

## Riconoscimenti
- 1983 - Festival di Cannes
  - Miglior regista